# Julie Andem
Julie Andem, född 1982, är en norsk manusförfattare, regissör och tv-producent.
Hon står bland annat bakom ungdomsserien Skam på NRK, och har arbetat med serier som Sara, MIA och Jenter. Andem har varit anställd av NRK sedan 2007. Manuset till SKAM har även givits ut i bokform, översatt till svenska av Sandra Beijer (Mondial, 2018, säsong 1).

## Priser
- Gullruten 2016 för bästa nya programserie, bästa tv-drama och årets nyskapande.[8]
- Gullruten 2017 för bästa manus i drama och bästa regi i drama för Skam.[9]
- Oslo bys konstnärspris 2017.[10]